# Torvald Toresson
Torvald Toresson (* vor 1265; † nach 1330) war ein norwegischer Ritter und Sýslumaður.
Seine Eltern sind nicht bekannt. In erster Ehe heiratete er Sigrid Olavsdatter (1292 erwähnt). Deren Eltern sind nicht bekannt. In zweiter Ehe heiratete er wahrscheinlich vor 1310 Ragndid Jonsdatter. Sie war die Tochter des königlichen Lehnsmannes Baron Jon Ivarsson Raud (urkundlich erwähnt 1295–1312). Er war der Vater von Herdis Torvaldsdatter (um 1310–1363).
Torvald Toresson ist die erste Person in der Geschichte der Shetlandinseln, über die Näheres bekannt ist. Er war dort der mächtigste Mann seiner Zeit.
Er wird zum ersten Mal 1289 als auf den Shetlandinseln (Hjaltland) wohnend erwähnt, als er zum norwegischen Gesandten bestimmt wurde, der mit König Edward I. von England über die Tochter Margrete des Königs Erik Magnusson, die auf Schottlands Thron erbberechtigt war, verhandeln sollte. Es wird allgemein vermutet, dass er auf den Shetlandinseln geboren sei. Aber er heiratete nacheinander zwei norwegische Frauen, so dass es durchaus möglich ist, dass er eingewanderter Norweger war. Als er 1292 seine erste Frau in einem Grenzstreit zwischen ihrem Erbhof Eikeland in Kvinesdal und dem Nachbarn Valthjof Þorkelsson vertrat, hatte er einen Sohn Þorgils, der offenbar dabei Zeuge, also über 15 Jahre alt, war. Das lässt darauf schließen, dass Torvald selbst spätestens in den 1250er Jahren geboren war. Dann dürfte er um die 80 Jahre alt gewesen sein, als er letztmals 1330 als auf den Shetlandinseln wohnend erwähnt wurde.
Torvald begleitete König Erik und dessen Bruder Herzog Håkon zwischen 1289 und 1295 auf mindestens einem Heerzug in die dänischen Gewässer und war einer der Garanten für den Waffenstillstand mit Dänemark im Hindsgavl-Vertrag. 17. Juli 1309 führt er die Ritterliste an, die den Friedensvertrag von Håkon V. in Kopenhagen besiegelten. Mit seiner zweiten Ehe verband er sich mit dem mächtigen Sudrheimsgeschlecht in Sørum in Romerike, das auch mit König Håkon nahe verbunden war. Damit stärkte er seine soziale und politische Stellung in Norwegen.
Unter Håkon Magnusson war er eine Reihe von Jahren Sýslumaður auf den Shetlandinseln. Dort ist er in den ältesten beiden Original-Dokumenten erwähnt, einem Zeugenbrief von 1299 und einem Urteil von 1307. In dem Brief von 1299 fordert er die Grundsteuer für König Håkon ein und weist die Anschuldigung zurück, er habe einen Teil der Grundsteuer von Papey (heute Papa Stour), wo er ein Herzogsgut verwaltete, unterschlagen. Im Brief von 1307 bezeugt er ein Urteil des Lagtings in einem Prozess, den er mit Frau Bjørg in Kollavåg (heute Cullivoe auf Yell). Sie schuldete dem König eine hohe Strafsumme, die Torvald einzutreiben hatte, nachdem zwei Vergleichsversuche gescheitert waren. Das Urteil bestätigte die Forderung und belegt, dass Torvald zeitweise nach Bergen fuhr und dort die Königseinnahmen an die königliche Schatzkammer ablieferte. Er hatte auch Verbindungen zum Kloster Munkeliv, das auf den Shetlandinseln Ländereien besaß.
Als mächtigster Mann auf den Shetlandinseln hatte er dort auch Grundbesitz, dessen Umfang aber nicht bekannt ist. Da er 1330 „dominus de Papey“ (Herr von Papa Stour) genannt wird, ist davon auszugehen, dass ihm der König dort Land mit dem früheren Herzogshof als Mittelpunkt gegeben hat. Dieses Landgut erbte später seine Tochter Herdis. Auch die anderen Höfe auf den Shetlandinseln, die später im Besitz von Herdis waren, stammten sicherlich von Torvald.
In den zeitgenössischen Quellen wird nichts über Machtmissbrauch berichtet. Erst in der späteren sagenhaften Tradition wird er als Räuber und Plünderer geschildert. Auf Papa Stour existiert noch heute die Sage vom mächtigen „Lord Tirvil“, der Streitigkeiten durch Zweikampf zu erledigen pflegte und den Mann seiner Tochter ermordet habe. Diese Geschichte wurde 1774 niedergeschrieben. Danach soll Tirvil auf einer Raubfahrt zusammen mit 11 Söhnen umgekommen sein, als sie mit ihrem Schiff auf ein Riff prallten, das später „Terwil’s Baa“ genannt wurde.